# Museo gallo-romano
Il Museo Gallo-Romano è un museo archeologico che si trova a Tongeren, in Belgio, ed è dedicato alla preistoria e all'età romana delle Fiandre sud-orientali. Il museo è stato istituito nel 1954 e dal 1994 è ospitato nell'attuale edificio. 

## Riconoscimenti
Nel 2011 ha vinto il Premio del museo europeo dell'anno.